# Hakim Tidaf
 (avril 2011).
Si vous disposez d'ouvrages ou d'articles de référence ou si vous connaissez des sites web de qualité traitant du thème abordé ici, merci de compléter l'article en donnant les références utiles à sa vérifiabilité et en les liant à la section « Notes et références ».
Hakim Tidaf :  en kabyle : Ḥakim Tidaf, ⵃⴰⴽⵉⵎ ⵜⵉⴷⴰⴼ), est un auteur-compositeur-interprète kabyle, algérien, né le 27 mars 1972 à Aït Kheir, dans la commune d’Aït Khellili en Algérie.